# Missionskyrkans partiledarutfrågningar
Missionskyrkans partiledarutfrågningar är en tradition som startades av evangelisten och predikanten John Hedlund. Vid sina "korstågsmöten" började han fråga ut partiledarna inför riksdagsvalet i Sverige 1968. Han fortsatte sedan med detta inför kommande riksdagsval. 1991 tog evangelisten Thor-Björn Bastås över.
Inför riksdagsvalet i Sverige 2010 genomfördes utfrågningarna för första gången av Torsten Åhman under en mötesserie som varade 20 augusti - 5 september. Det var också första gången utfrågningarna hölls i Vårgårda, och de gavs namnet Vårgårda möte. Fokus under Vårgårda Möte var utfrågningar av partiledarna för de sju riksdagspartierna, men även andra gäster, konserter och ungdomsmöte stod på programmet. Arrangörer var de tio missionsförsamlingarna i Vårgårda och Vårgårda kommun, i samarbete med Svenska Missionskyrkan och ungdomsorganisationen equmenia. Enligt planerna skulle utfrågningarna äga rum i Tångahallen på Tånga Hed, Vårgårda. Den brann dock ned till grunden i maj 2010. Tack vare ett inhyrt tält med cirka 2 000 sittplatser kunde mötesserien hållas som planerat.